# Олуяз (Высокогорский район)
Олуяз (тат. Олыяз) — деревня в Высокогорском районе Республики Татарстан, в составе Берёзкинского сельского поселения.

## География
Деревня находится на реке Тож, в 27 км к северу от районного центра, посёлка Высокая Гора.

## Этимология
Название деревни произошло от татарских слов «олы» (большой) и «яз» (весна).

## История
Первоисточники упоминают о деревне Починок Улуяз с 1678 года. В сословном плане, в XVIII веке и вплоть до 1860-х годов, жителей деревни причисляли к государственным крестьянам.
Число жителей деревни увеличивалось с 272 человек в 1859 году до 470 человек в 1926 году. В последующие годы численность населения деревни постепенно уменьшалась и в 2017 году составила 145 человек. 
В «Списке населённых мест по сведениям 1859 года», изданном в 1866 году, населённый пункт упомянут как казённая деревня Улуяз 3-го стана Казанского уезда Казанской губернии. Располагалась при речке Черкаске, по левую сторону Сибирского почтового тракта, в 40 вёрстах от уездного и губернского города Казани и в 11 верстах от становой квартиры в казённой деревне Верхние Верески. В деревне, в 37 дворах жили 272 человека (135 мужчин и 137 женщин), была мечеть.
В 1879—1880 годах в деревне была построена мечеть. По сведениям из первоисточников, эта мечеть и мектеб существовали в начале XX века. Мечеть построена также в 1989 году.
Административно, до 1920 года деревня относилась к Казанскому уезду Казанской губернии, с 1965 года относится к Высокогорскому району Татарстана.

## Экономика и инфраструктура
Полеводство, животноводство; эти виды деятельности, а также некоторые промыслы, являлись основными для жителей деревни также и в XVIII—XIX веках.